# New Athens (Illinois)
New Athens es una villa ubicada en el condado de St. Clair en el estado estadounidense de Illinois. En el Censo de 2010 tenía una población de 2054 habitantes y una densidad poblacional de 373,2 personas por km².

## Geografía
New Athens se encuentra ubicada en las coordenadas 38°19′7″N 89°52′30″O / 38.31861, -89.87500. Según la Oficina del Censo de los Estados Unidos, New Athens tiene una superficie total de 5.5 km², de la cual 4.96 km² corresponden a tierra firme y (9.84%) 0.54 km² es agua.

## Demografía
Según el censo de 2010, había 2054 personas residiendo en New Athens. La densidad de población era de 373,2 hab./km². De los 2054 habitantes, New Athens estaba compuesto por el 97.52% blancos, el 0.44% eran afroamericanos, el 0.1% eran amerindios, el 0.1% eran asiáticos, el 0% eran isleños del Pacífico, el 0.78% eran de otras razas y el 1.07% pertenecían a dos o más razas. Del total de la población el 1.56% eran hispanos o latinos de cualquier raza.